# Jack Clarke (voetballer)
Jack Raymond Clarke (York, 23 november 2000) is een Engels voetballer die doorgaans speelt als linksbuiten. In augustus 2024 verruilde hij Sunderland voor Ipswich Town.

## Clubcarrière
Clarke speelde in de jeugdopleiding van Leeds United en maakte ook bij die club zijn debuut, op 6 oktober 2018. Op die dag werd met 1–1 gelijkgespeeld tegen Brentford door doelpunten van Neal Maupay en Pontus Jansson. Clarke begon op de reservebank en mocht van coach Marcelo Bielsa twintig minuten voor tijd invallen voor Stuart Dallas. Op 23 december 2018 kwam de vleugelspeler voor het eerst tot scoren. Aston Villa kwam die dag op voorsprong door treffers van Tammy Abraham en Conor Hourihane. Clarke tekende elf minuten na rust voor de aansluitingstreffer, op aangeven van Pablo Hernández. Uiteindelijk wist Leeds het duel te winnen door doelpunten van Jansson en Kemar Roofe: 2–3.
In de zomer van 2019 verkaste Clarke voor circa elf miljoen euro de overstap naar Tottenham Hotspur, waar hij zijn handtekening zette onder een verbintenis voor de duur van vier seizoenen. De vleugelaanvaller werd direct voor één seizoen op huurbasis gestald bij Leeds. In januari 2020 riep Tottenham Clarke terug van de verhuurperiode omdat hij weinig aan spelen toekwam. Hierop huurde Queens Park Rangers hem voor een half seizoen. Na deze tweede verhuurperiode was Clarke een halfjaar actief voor Tottenham, waarna hij opnieuw verhuurd werd. Ditmaal nam Stoke City hem tijdelijk over. In april 2021 keerde hij vervroegd terug bij Tottenham na een achillespeesblessure die het einde van zijn seizoen betekende.
Sunderland werd in januari 2022 de vierde club die Clarke op huurbasis overnam van Tottenham. Tijdens deze verhuurperiode promoveerde hij met Sunderland naar het Championship. Hierop nam de club hem definitief over. Achtereenvolgens maakte Clarke negen en vijftien competitiedoelpunten. Hierop werd hij in augustus 2024 voor omgerekend circa 17,7 miljoen euro aangetrokken door het naar de Premier League gepromoveerde Ipswich Town, waar hij zijn handtekening zette onder een verbintenis voor de duur van vijf seizoenen.

## Clubstatistieken
| Seizoen | Club                  | Competitie     | Competitie | Competitie | Beker | Beker | Internationaal | Internationaal | Totaal | Totaal |
| Seizoen | Club                  | Competitie     | Wed.       | Dlp.       | Wed.  | Dlp.  | Wed.           | Dlp.           | Wed.   | Dlp.   |
| ------- | --------------------- | -------------- | ---------- | ---------- | ----- | ----- | -------------- | -------------- | ------ | ------ |
| 2018/19 | Leeds United          | Championship   | 24         | 2          | 1     | 0     | —              | —              | 25     | 2      |
| 2019/20 | Tottenham Hotspur     | Premier League | —          | —          | —     | —     | —              | —              | 0      | 0      |
| 2019/20 | → Leeds United        | Championship   | 1          | 0          | 2     | 0     | —              | —              | 3      | 0      |
| 2019/20 | → Queens Park Rangers | Championship   | 6          | 0          | 1     | 0     | —              | —              | 7      | 0      |
| 2020/21 | Tottenham Hotspur     | Premier League | 0          | 0          | 1     | 0     | 2              | 0              | 3      | 0      |
| 2020/21 | → Stoke City          | Championship   | 14         | 0          | 0     | 0     | —              | —              | 14     | 0      |
| 2021/22 | Tottenham Hotspur     | Premier League | 0          | 0          | 3     | 1     | 1              | 0              | 4      | 1      |
| 2021/22 | → Sunderland          | League One     | 20         | 1          | 0     | 0     | —              | —              | 20     | 1      |
| 2022/23 | Sunderland            | Championship   | 47         | 9          | 3     | 2     | —              | —              | 50     | 11     |
| 2023/24 | Sunderland            | Championship   | 40         | 15         | 2     | 0     | —              | —              | 42     | 15     |
| 2024/25 | Sunderland            | Championship   | 2          | 1          | 0     | 0     | —              | —              | 2      | 1      |
| 2024/25 | Ipswich Town          | Premier League | 0          | 0          | 0     | 0     | —              | —              | 0      | 0      |
| Totaal  | Totaal                | Totaal         | 154        | 28         | 13    | 3     | 3              | 0              | 170    | 31     |

Bijgewerkt op 28 augustus 2024.